# OCaml
OCaml (Objective Caml) — объектно-ориентированный язык функционального программирования общего назначения, самый распространённый в практической работе диалект языка ML. Был разработан с учётом безопасности исполнения и надёжности программ. Поддерживает функциональную, императивную и объектно-ориентированную парадигмы программирования. 
Появился в 1996 году под названием Objective Caml, когда Дидье Реми (Didier Rémy) и Жером Вуйон (Jérôme Vouillon) реализовали поддержку объектно-ориентированного программирования для языка Caml, первоначально разработанного во французском институте INRIA. Официально переименован в OCaml в 2011 году.
Инструментарий OCaml включает в себя интерпретатор, компилятор в байткод и оптимизирующий компилятор в машинный код, сравнимый по эффективности с Java и лишь немного уступающий по быстродействию C и C++.
На языке, в частности, написан рендеринг формул Википедии, использующих тег <math>, файлообменный клиент MLDonkey, стек управления гипервизором Xen xapi (является частью Xen Server/Xen Cloud Platform), язык программирования Haxe.

## Роль в информатике
Является языком программирования общего назначения, но при этом имеет свои сложившиеся области применения.
Во-первых, это — создание «безопасных» (не только в смысле информационной безопасности) приложений. В языке используется сборка мусора, а большинство типов данных является ссылочным (англ. boxed), что означает предотвращение переполнения буферов во время исполнения программы. Кроме того, статическая типизация и проверки времени компиляции делают невозможными некоторые другие классы ошибок, такие, как ошибки приведения типов в силу отсутствия автоматического приведения типов. Кроме того, код может быть формально верифицирован. Имеются утилиты автоматического доказательства типовой корректности кода, превосходящие таковые для большинства языков программирования. И что немаловажно, меры безопасности не влияют на эффективность исполняемого кода.
Другой областью успешного применения OCaml являются приложения, управляемые данными (data-driven). К этой области относится обработка текста, а также написание компиляторов. OCaml имеет не только средства для текстовой обработки (какими славится, например, Perl или AWK), но и инструменты для глубокого семантического анализа и преобразования текста, что делает OCaml применимым в задачах интеллектуального анализа данных (англ. data mining).
OCaml, как и другие диалекты ML, используются в исследовательских задачах и задачах верификации, при котором основной код пишется на некотором языке программирования, а затем формально верифицируется и анализируется программой на OCaml. Например, на OCaml написана система интерактивного доказательства теорем Coq.
Занимает особое место среди языков программирования благодаря сочетанию эффективности, выразительности и практичности. Среди особенностей языка, развивавшихся в течение более чем 40 лет, со времени создания ML, выделяют следующие:
- статическая проверка типов,
- параметрический полиморфизм,
- функции первого класса,
- алгебраические типы данных и сопоставление с образцом,
- поддержка программирования с неизменяемыми структурами данных (англ. immutable programming),
- автоматическая сборка мусора,
- эффективный компилятор в машинный код без применения JIT-компиляции.

## История
OCaml ведёт своё происхождение от ML (англ. meta language), который был реализован на диалекте Лиспа Робином Милнером в 1972 году в качестве программного средства для доказательства теорем, как метаязык логики вычислимых функций (LCF, англ. logic for computable functions). Позднее был сделан компилятор, а к 1980 году ML стал полноценной системой программирования.
Ги Кузино (Guy Cousineau) добавил в язык алгебраические типы данных и сопоставление с образцом и определил ML в виде категориальной абстрактной машины (CAM). Таким образом, CAM-ML мог быть описан, верифицирован и оптимизирован, что явилось шагом вперёд для ML.
Дальнейшим развитием был созданный к 1987 году Аскандером Суарецом (Ascánder Suárez) и продолженный Пьером Вейсом (Pierre Weis) и Мичелом Мони (Michel Mauny) язык Caml (переигранное CAM-ML).
В 1990 году Ксавье Лерой (Xavier Leroy) и Дамьен Долигез (Damien Doligez) выпустили новую реализацию, названную Caml Light. В этой реализации на Си использовался интерпретатор байт-кода и быстрый сборщик мусора. С написанием библиотек язык стал использоваться в образовании и исследовательских институтах.
В 1995 году увидел свет Caml Special Light, развиваемый К. Лероем. Система программирования получила компилятор в машинные коды, что поставило эффективность исполняемого кода в один ряд с другими компилируемыми языками. В то же время была разработана система модулей, идея которой была заимствована из Standard ML.
В современном виде OCaml появился в 1996 году, когда Дидье Реми (Didier Rémy) и Джером Вуйон (Jérôme Vouillon) реализовали для языка стройную и эффективную поддержку объектов. Эта объектная система позволяет на этапе компиляции в типобезопасной манере использовать идиомы объектно-ориентированного программирования, без свойственных C++ и Java проверок времени выполнения.
В 2000-х годах язык плавно развивался, одновременно получая всё большее признание в коммерческих проектах и образовании. Среди разработанного в это время можно отметить полиморфные методы и вариантные типы, именованные и необязательные параметры, модули первого класса, обобщённые алгебраические типы данных (GADT). Язык стал поддерживать несколько аппаратных платформ (X86, ARM, SPARC, PowerPC).

## Базовая семантика
Модель вычислений OCaml как языка функционального программирования строится на трёх основных конструкциях лямбда-исчисления: переменных, определениях функций и применении функции к аргументам.

### Переменные
Переменная — идентификатор, значение которого связано с определённой величиной. Имена переменных начинаются со строчной буквы или подчёркивания. Привязка обычно выполняется с помощью ключевого слова let, как в следующем примере в интерактивной оболочке:
```
let
 
v
 
=
 
1
 
;;

```

Переменные имеют область видимости. Например, в интерактивной оболочке переменную можно использовать в следующих за её привязкой командах. Аналогично, переменную, определённую в модуле, можно использовать после определения в данном модуле.
Привязка переменной может быть осуществлена и в области видимости, заданной конструкцией let-in, как в следующем примере по вычислению площади круга по радиусу:
```
#
 
let
 
area
 
radius
 
=

      
let
 
pi
 
=
 
3
.
14
 
in

      
radius
 
*.
 
radius
 
*.
 
pi
 
;;

val
 
area
 
:
 
float
 
->
 
float
 
=
 
<
fun
>

#
 
area
 
2
.
0
 
;;

-
 
:
 
float
 
=
 
12
.
56

```

В OCaml привязки переменных являются неизменяемыми (как в математических уравнениях), то есть, значение переменной «присваивается» только один раз (единичное присваивание). Другое дело, что внутри let-in может быть другой let-in, в котором вводится другая переменная, которая может «затенить» первую.

### Функции
Для определения функций в OCaml есть несколько синтаксических конструкций.
Функции можно определить с помощью ключевого слова function. Выражение для функции выглядит следующим образом:
```
function
 
x
 
->
 
x
 
+
 
1

```

В данном случае функция анонимная, и её можно использовать в качестве параметров других функций или применить к некоторому аргументу, например:
```
(
function
 
x
 
->
 
x
 
+
 
1
)
 
5

```

Типом этой функции является int -> int, то есть, функция принимает целое и возвращает целое.
Функция может иметь несколько аргументов:
```
function
 
(
x
,
 
y
)
 
->
 
x
 
-
 
y

```

В этом примере её тип: int * int -> int, то есть, на входе функции — пара, а на выходе — целое.
Есть и другой подход представления функций нескольких аргументов — преобразование N-арной функции в N функций одного аргумента — каррирование. Следующие два вида записи функции, вычисляющей произведение целочисленных аргументов, эквивалентны:
```
function
 
x
 
->
 
function
 
y
 
->
 
x
 
*
 
y

fun
 
x
 
y
 
->
 
x
 
*
 
y

```

Именованные функции можно получить, связав переменную с функцией. Определение именованной функции настолько частая операция, что имеет отдельную синтаксическую поддержку. Следующие три записи — эквивалентные способы определить функцию (в интерактивной оболочке):
```
#
 
let
 
prod
 
=
 
function
 
x
 
->
 
function
 
y
 
->
 
x
 
*
 
y
 
;;

val
 
prod
 
:
 
int
 
->
 
int
 
->
 
int
 
=
 
<
fun
>

#
 
let
 
prod
 
x
 
y
 
=
 
x
 
*
 
y
 
;;

val
 
prod
 
:
 
int
 
->
 
int
 
->
 
int
 
=
 
<
fun
>

#
 
let
 
prod
 
=
 
fun
 
x
 
y
 
->
 
x
 
*
 
y
 
;;

val
 
prod
 
:
 
int
 
->
 
int
 
->
 
int
 
=
 
<
fun
>

```

Функции двух аргументов можно определить для использования инфиксной записи:
```
#
 
let
 
(^^)
 
x
 
y
 
=
 
x
**
2
.
0
 
+.
 
y
**
2
.
0
 
;;

val
 
(
 
^^
 
)
 
:
 
float
 
->
 
float
 
->
 
float
 
=
 
<
fun
>

#
 
2
.
0
 
^^
 
3
.
0
 
;;

-
 
:
 
float
 
=
 
13
.

#
 
(^^)
 
2
.
0
 
3
.
0
 
;;

-
 
:
 
float
 
=
 
13
.

```

В этом примере определена функция (^^), вычисляющая сумму квадратов двух чисел с плавающей запятой. Последние два вида записи эквивалентны.
Рекурсивные функции, то есть функции, ссылающиеся на своё же определение, можно задать с помощью let rec:
```
#
 
let
 
rec
 
fac
 
n
 
=

    
match
 
n
 
with
 
    
|
 
0
 
->
 
1

    
|
 
x
 
->
 
x
 
*
 
fac
 
(
x
 
-
 
1
)

  
;;

```

В этом же примере вычисления факториала применено сопоставление с образцом (конструкция match-with).
Аргументы функции можно определить как именованные. Именованные аргументы можно указывать в любом порядке:
```
#
 
let
 
divmod
 
~
x
 
~
y
 
=
 
(
x
 
/
 
y
,
 
x
 
mod
 
y
)
 
;;

val
 
divmod
 
:
 
x
:
int
 
->
 
y
:
int
 
->
 
int
 
*
 
int
 
=
 
<
fun
>

#
 
divmod
 
~
x
:
4
 
~
y
:
3
 
;;

-
 
:
 
int
 
*
 
int
 
=
 
(
1
,
 
1
)

#
 
divmod
 
~
y
:
3
 
~
x
:
4
 
;;

-
 
:
 
int
 
*
 
int
 
=
 
(
1
,
 
1
)

```

В OCaml можно опускать значения, используя уплотнённую запись (англ. label punning), если имя параметра и переменной совпадают:
```
#
 
let
 
x
 
=
 
4
 
in

  
let
 
y
 
=
 
3
 
in

  
divmod
 
~
x
 
~
y
 
;;

-
 
:
 
int
 
*
 
int
 
=
 
(
1
,
 
1
)

```

### Выражения
Ассоциативность операций в выражениях OCaml определяется префиксом, распространяясь таким образом на операции, определённые пользователем. Знак - работает и как префиксная, и как инфиксная операция, причём при необходимости использовать в качестве префикса совместно с применением функции параметр нужно заключить в скобки.
| Префикс операции                                      | Ассоциативность |
| ----------------------------------------------------- | --------------- |
| ! ? ~                                                 | Префикс         |
| . .( .[ .{                                            |                 |
| применение функции, конструктора, метки, assert, lazy | Левая           |
| - -.                                                  | Префикс         |
| ** lsl lsr asr                                        | Правая          |
| * / % mod land lor lxor                               | Левая           |
| + -                                                   | Левая           |
| ::                                                    | Правая          |
| @ ^                                                   | Правая          |
| & $ !=                                                | Левая           |
| & &&                                                  | Правая          |
| or \|\|                                               | Правая          |
| ,                                                     |                 |
| <- :=                                                 | Правая          |
| if                                                    |                 |
| ;                                                     | Правая          |
| let match fun function try                            |                 |

### Система типов

#### Примитивные типы
Язык OCaml имеет несколько примитивных типов: числовые типы (целый и числа с плавающей запятой), символьный, строки символов, булевый.
Целый тип представляет целые числа из интервала [−230, 230 − 1] и [−262, 262 − 1] для 32- и 64-битных архитектур соответственно. С целыми числами можно производить обычные операции сложения, вычитания, умножения, деления, взятия остатка от деления: +, -, *, /, mod. В случае выхода результата за допустимый интервал ошибки не происходит, а результат вычисляется по модулю границы интервала.
Числа с плавающей запятой представляются 53-битной мантиссой и порядком из интервала [−1022, 1023], следуя стандарту IEEE 754 для чисел с двойной точностью. В операциях эти числа нельзя смешивать с целыми. Кроме того, операции над числами с плавающей запятой синтаксически отличаются от целочисленных операций: +., -., *., /.. Также имеется операция возведения в степень: **. Для преобразования целых чисел в числа с плавающей запятой и обратно доступны функции: float_of_int и int_of_float.
Для чисел с плавающей запятой имеются и другие математические функции: тригонометрические (sin, cos, tan, asin, acos, atan), округления (ceil, floor), экспоненциальная (exp), логарифмические (log, log10), а также извлечение квадратного корня (sqrt). Для числовых типов имеются и полиморфные операции сравнения.
Символьный тип — char — соответствует представлению символа с кодом от 0 до 255 (первые 128 символов совпадают с ASCII). Строчный тип — string — последовательность символов (максимальная длина: 224 — 6). Пример с использованием функции преобразования целого к строке и операции конкатенации:
```
#
 
"Example "
 
^
 
string_of_int
(
2
)
 
;;

-
 
:
 
string
 
=
 
"Example 2"

```

Булевый тип имеет два значения: true (истина) и false (ложь). Операции над величинами булевого типа: унарная not (отрицание), бинарные: && (и), || (или). Бинарные операции вычисляют сначала левый аргумент, а правый — только если требуется.
Булевые значения получаются в результате сравнений: = (структурное равенство), == (тождество), <> (отрицание структурного равенства), != (отрицание тождества), <, >, <=, >=. Для примитивных типов кроме строк и чисел с плавающей точкой структурное равенство и тождество совпадают, для других типов тождественными считаются значения, располагающиеся по одному адресу в памяти, а при структурном сравнении значения проверяются покомпонентно.
Кроме того, в OCaml имеется специальный тип unit, который имеет всего одно значение — ().

#### Списки
В OCaml список — конечная неизменяемая последовательность элементов одного типа, реализованная как односвязный список. Следующий пример демонстрирует синтаксис списка:
```
#
 
[
'a'
;
 
'b'
;
 
'c'
]
 
;;

-
 
:
 
char
 
list
 
=
 
[
'a'
;
 
'b'
;
 
'c'
]

#
 
'a'
 
::
 
(
'b'
 
::
 
(
'c'
 
::
 
[]
))
 
;;

-
 
:
 
char
 
list
 
=
 
[
'a'
;
 
'b'
;
 
'c'
]

#
 
'a'
 
::
 
'b'
 
::
 
'c'
 
::
 
[]
 
;;

-
 
:
 
char
 
list
 
=
 
[
'a'
;
 
'b'
;
 
'c'
]

#
 
[]
 
;;

-
 
:
 
'
a
 
list
 
=
 
[]

```

Операция :: позволяет построить список на основе нового элемента и хвоста старого списка. При этом «старый» список не изменяется:
```
#
 
let
 
lst
 
=
 
[
1
;
 
2
]
 
;;

val
 
lst
 
:
 
int
 
list
 
=
 
[
1
;
 
2
]

#
 
let
 
lst1
 
=
 
0
 
::
 
lst
 
;;

val
 
lst1
 
:
 
int
 
list
 
=
 
[
0
;
 
1
;
 
2
]

#
 
lst
 
;;

-
 
:
 
int
 
list
 
=
 
[
1
;
 
2
]

#
 
lst1
 
;;

-
 
:
 
int
 
list
 
=
 
[
0
;
 
1
;
 
2
]

```

##### Пример: вычисление суммы элементов списка
Список является одним из основных типов данных в OCaml. Следующий пример кода определяет рекурсивную (обратите внимание на ключевое слово rec) функцию, которая перебирает элементы данного списка и возвращает их сумму:
```
let
 
rec
 
sum
 
xs
 
=

  
match
 
xs
 
with

    
|
 
[]
       
->
 
0

    
|
 
x
 
::
 
xs'
 
->
 
x
 
+
 
sum
 
xs'

```

```
 # sum [1;2;3;4;5];;
 - : int = 15
```

Другой способ подсчёта суммы заключается в использовании функции свёртки:
```
let
 
sum
 
xs
 
=

    
List
.
fold_left
 
(+)
 
0
 
xs

  
#
 
sum
 
[
1
;
2
;
3
;
4
;
5
];;

  
-
 
:
 
int
 
=
 
15

```

#### Записи
Записи являются важным элементом в системе типов OCaml. Запись представляет собой набор хранимых вместе значений, при котором каждый элемент значения-записи доступен по своему имени — имени поля записи. Пример описания типа, связывания записи с переменной и доступ к полю записи:
```
#
 
type
 
user
 
=

    
{
 
login
       
:
 
string
;

      
password
    
:
 
string
;

      
nick
        
:
 
string
;

    
};;

#
 
let
 
usr
 
=
 
{
 
login
 
=
 
"myuser"
;
 
password
 
=
 
"secret"
;
 
nick
 
=
 
"aka"
 
;
 
}
 
;;

val
 
usr
 
:
 
user
 
=
 
{
login
 
=
 
"myuser"
;
 
password
 
=
 
"secret"
;
 
nick
 
=
 
"aka"
}

#
 
usr
.
nick
 
;;

-
 
:
 
string
 
=
 
"aka"

```

Следует заметить, что тип переменной usr был установлен компилятором автоматически.
Как и в случае с другими типами, тип может быть параметризован. Другие возможности записей:
- сопоставление с образцом (irrefutable)
- синтаксические уплотнение полей (field punning) записи в случае совпадения имён полей и переменных
- повторное использование полей и разрешение неоднозначности с помощью модулей
- функциональное обновление (functional update) записи
- изменяемые (mutable) поля
- fieldslib и поле записи как объект первого класса
- итераторы полей

#### Вариантный тип
Вариантный тип представляет данные, которые могут принимать различные формы, определяемые явно заданными метками. В следующем примере определён тип для базовых цветов:
```
#
 
type
 
main_color
 
=
 
Red
 
|
 
Green
 
|
 
Blue
 
;;

#
 
Blue
 
;;
 

-
 
:
 
main_color
 
=
 
Blue

#
 
(
Red
,
 
Blue
)
 
;;

-
 
:
 
main_color
 
*
 
main_color
 
=
 
(
Red
,
 
Blue
)

```

В примере выше вариантный тип используется в качестве перечислимого типа. В OCaml вариантный тип, тем не менее, является более богатым, так как помимо меток позволяет задавать и данные, например:
```
#
 
type
 
color_scheme
 
=
 
RGB
 
of
 
int
 
*
 
int
 
*
 
int
 
|
 
CMYK
 
of
 
float
 
*
 
float
 
*
 
float
 
*
 
float
;;

type
 
color_scheme
 
=

    
RGB
 
of
 
int
 
*
 
int
 
*
 
int

  
|
 
CMYK
 
of
 
float
 
*
 
float
 
*
 
float
 
*
 
float

```

При определении функций вариантный тип естественно сочетается с сопоставлением с образцом.

#### Объекты
В OCaml объекты и их типы полностью отделены от системы классов. Классы используются для построения объектов и поддержки наследования, но не являются типами объектов. Объекты имеют собственные объектные типы (object types), и для работы с объектами классы применять необязательно. Объекты не так часто используются в OCaml (так, система модулей является более выразительной, чем объекты, так как модули могут включать типы, а классы и объекты — нет). Основным преимуществом объектов перед записями — они не требуют объявления типов и обладают большей гибкостью благодаря полиморфизму строчных переменных (англ. row polymorphism). С другой стороны, преимущества объектов проявляются при использовании системы классов. В отличие от модулей, классы поддерживают позднее связывание, что позволяет ссылаться на методы объекта без статически заданной реализации и использовать открытую рекурсию (в случае с модулями можно использовать функции и функторы, но синтаксически такие описания требуют написания большего количества кода).

#### Вывод типов
Хотя OCaml является языком программирования с сильной типизацией, система вывода типов (англ. type inference) позволяет определять тип выражения на основе имеющейся информации о его компонентах. В следующем примере функции проверки числа на чётность не указано ни одной декларации типа, и тем не менее у компилятора языка есть полная информация о типе функции:
```
#
 
let
 
odd
 
x
 
=
 
x
 
mod
 
2
 
<>
 
0
 
;;

val
 
odd
 
:
 
int
 
->
 
bool
 
=
 
<
fun
>

```

### Императивное программирование и функции с побочными эффектами
Помимо функциональных, язык содержит средства императивного программирования: функции с побочными эффектами, изменяемые (mutable) данные, императивные синтаксические конструкции, в частности, явные циклы while и for.
Следующий пример напечатает на стандартном выводе (это — побочный эффект функции printf) 11 строк:
```
for
 
i
 
=
 
0
 
to
 
10
 
do
 
  
Printf
.
printf
 
"i =%d
\n
"
 
i

done
;;

```

В следующем (довольно искусственном) примере элементы массива на месте увеличиваются на единицу в цикле с предусловием. Для индекса массива используется ссылка (ref), которая инкрементируется в теле цикла:
```
#
 
let
 
incr_ar
 
ar
 
=

    
let
 
i
 
=
 
ref
 
0
 
in

    
while
 
!
i
 
<
 
Array
.
length
 
ar
 
do

      
ar
.(!
i
)
 
<-
 
ar
.(!
i
)
 
+
 
1
;

      
incr
 
i

  
done
 
;;

val
 
incr_ar
 
:
 
int
 
array
 
->
 
unit
 
=
 
<
fun
>

#
 
let
 
nums
 
=
 
[|
1
;
2
;
3
;
4
;
5
|];;

val
 
nums
 
:
 
int
 
array
 
=
 
[|
1
;
 
2
;
 
3
;
 
4
;
 
5
|]

#
 
incr_ar
 
nums
;;

-
 
:
 
unit
 
=
 
()

#
 
nums
;;

-
 
:
 
int
 
array
 
=
 
[|
2
;
 
3
;
 
4
;
 
5
;
 
6
|]

```

Побочные эффекты позволяют оптимизировать вычисления, в особенности, когда речь идёт о значительных преобразованиях на больших массивах данных. Также с их помощью реализуются ленивые вычисления и мемоизация.

## Крупномасштабное программирование

### Модульность
OCaml можно представить себе как состоящий из двух языков: язык ядра со значениями и типами и язык модулей и их сигнатур. Эти языки образуют два слоя в том смысле, что модули могут содержать типы и значения, а обычные значения не могут содержать модулей и модулей-типов. Тем не менее, OCaml предлагает механизм модулей первого класса, которые могут быть значениями и при необходимости преобразуются в обычные модули и обратно.

### Функторы
Система модулей OCaml не ограничивается модульной организацией кода и интерфейсами. Одними из важных инструментов обобщённого программирования являются функторы. Упрощённо говоря, функторы являются функцией из модуля в модули, что позволяет реализовать следующие механизмы:
- Внедрение зависимости (англ. dependency injection)
- Авторасширение модулей (англ. autoextension of modules)
- Создание экземпляра (англ. instantiation) модуля с некоторым состоянием

## Примеры программ

### Запуск интерпретатора OCaml
Для запуска интерпретатора языка OCaml необходимо в консоли ввести следующую команду:
```
$
 
ocaml

       
OCaml
 
version
 
4
.08.1

#

```

Вычисления можно производить в интерактивном режиме, например:
```
#
 
1
 
+
 
2
 
*
 
3
;;

-
 
:
 
int
 
=
 
7

```

### Hello world
Следующая программа «hello.ml»:
```
print_endline
 
"Hello World!"
;;

```

может быть скомпилирована либо в байт-код:
```
$
 
ocamlc
 
hello.ml
 
-o
 
hello

```

либо в оптимизированный машинный код:
```
$
 
ocamlopt
 
hello.ml
 
-o
 
hello

```

и запущена:
```
$
 
./hello
Hello
 
World!
$

```

### Быстрая сортировка
В следующем примере приведён алгоритм быстрой сортировки, который сортирует список в порядке возрастания:
```
let
 
rec
 
qsort
 
=
 
function

   
|
 
[]
 
->
 
[]

   
|
 
pivot
 
::
 
rest
 
->

       
let
 
is_less
 
x
 
=
 
x
 
<
 
pivot
 
in

       
let
 
left
,
 
right
 
=
 
List
.
partition
 
is_less
 
rest
 
in

       
qsort
 
left
 
@
 
[
pivot
]
 
@
 
qsort
 
right

```

### Последовательность Фибоначчи
```
let
 
rec
 
fib_aux
 
n
 
a
 
b
 
=

  
match
 
n
 
with

  
|
 
0
 
->
 
a

  
|
 
_
 
->
 
fib_aux
 
(
n
 
-
 
1
)
 
(
a
 
+
 
b
)
 
a

let
 
fib
 
n
 
=
 
fib_aux
 
n
 
0
 
1

```